# Marie Louise Dustmann-Meyer
Marie Louise Dustmann-Meyer (Aquisgrà, 22 d'agost de 1831 - Berlín, 2 de març de 1899) fou una soprano dramàtica alemanya. Va rebre la seva primera educació musical a Breslau, després amplià els seus estudis a Viena i allà debutà en el Josephstâdter Theatre. Treballà després com a cantant dramàtica a Cassel, Dresden, Praga i, finalment, a Viena, on fins al 1875 fou una de les notabilitats de l'Òpera Imperial. El 1858 casà amb el llibreter Dustmann, de Viena, i el 1860 fou nomenada cantant de la cambra imperial. Per la seva admirable vocació pel cant dramàtic, desenvolupà amb especialitat les òperes de Christoph Willibald Gluck, Wolfgang Amadeus Mozart, Carl Maria von Weber, Giacomo Meyerbeer, Richard Wagner, i sobretot el Fidelio de Beethoven. En l'execució dels lieder no tingué rival.